# Семпронии Гракхи
Гракхи (лат. Gracchi, ед. ч. Гракх, лат. Gracchus) — древнеримская знатная семья, ветвь плебейского, но выдвинувшегося в ряды новой оптиматской аристократии, рода Семпрониев (лат. Sempronii).
- Тиберий Семпроний Гракх — консул в 238 до н. э.
- Тиберий Семпроний Гракх был в III веке до н. э. два раза консулом (215 и 213 до н. э.) и раз — цензором.
- Тиберий Семпроний Гракх — консул в 177 и 163 до н. э.

Самые известные Гракхи — его сыновья, знаменитые римские политические деятели, социальные реформаторы:
- Тиберий Гракх (163—133 до н. э.)
- Гай Гракх (153—121 до н. э.)

По матери (Корнелии — дочери Сципиона Африканского) братья Гракхи примыкали к знатному и просвещенному кружку Сципионов, центру греческих идей и образованности, в котором обсуждались вопросы политического, экономического и социального характера в применении к существующему строю Римской республики. Женитьба обоих братьев на аристократках еще более скрепила их связи с влиятельной в политическом мире средой. Воспитанием своим и высокими стремлениями братья Гракхи обязаны в особенности матери, женщине благородной и просвещенной.
Также известен Луций (?) Семпроний Гракх — консул-суффект 167 года н. э.